# لاوین یونگ
لاوین یونگ (انگلیسی: Lovieanne Jung؛ زادهٔ ۱۱ ژانویهٔ ۱۹۸۰) بازیکن سافت‌بال اهل ایالات متحده آمریکا بود. لاوین یونگ جوان‌ترین بازیکنی بود که برای تیم ملی سافت‌بال ایالات متحده بازی کرده بود. او در طول دوره حرفه‌ای خود، بارها در رقابت‌های بین‌المللی شرکت کرد و موفقیت‌های بسیاری کسب کرد. در المپیک ۲۰۰۸ در بیروت، لبنان، موفق به کسب مدال طلا در مسابقه سافت‌بال زنان شد. لاوین یونگ به عنوان یکی از برترین بازیکنان سافت‌بال زنان تاریخ شناخته می‌شود.
وی در مسابقات کشوری و بین‌المللی در مجموع برندهٔ ۵ مدال طلا، ۱ مدال نقره شده‌است.